# Рыбинское Заручье
Ры́бинское Зару́чье (карел. Ribinskoi) — село в Максатихинском районе Тверской области. До 2014 года административный центр Рыбинского сельского поселения.
Расположено в 8 км к востоку от районного центра посёлка Максатиха, на правом берегу реки Молога.

## История
Село Рыбинское (Рыбинское Заручье) — наиболее древнее поселение на территории Максатихинского района. Впервые упоминается как Рыбаньск в Уставе о епископской дани князя Святослава Ольговича в 1137 году.
Этот древнерусский городок Новгородской земли, как полагают историки и археологи, находился на правом берегу Мологи на месте сохранившегося городища, в трех километрах к западу от современного села. Наличие здесь курганов свидетельствует о древности этого селения. По мнению ряда исследователей, первыми жителями этих мест были ильменские словене, которые в VI—VIII веках начали осваивать междуречье Мсты — Мологи.
В писцовых книгах XVI века — погост Рыбинск Бежецкой пятины. В XVIII—XIX веке село Рыбинское принадлежало дворянам Бестужевым-Рюминым. В Списке населённых мест Тверской губернии 1859 года в Бежецком уезде значится владельческое село Рыбинское, 34 двора, 193 жителя, православная церковь. Рядом (за ручьём) владельческая деревня Заручье, 55 дворов, 240 жителей, состояла из трёх частей, то есть принадлежала 3 помещикам. В середине XIX века Рыбинское центр одноимённых волости и прихода Бежецкого уезда. Позднее волостное правление Рыбинской волости переведено на станцию Максатиха. В 1887 году в деревне Заручье Рыбинское 77 дворов, 483 жителя; село Рыбинское имеет 31 жителя, здесь земская школа. По переписи 1920 года в Заручье Рыбинской волости 83 двора, 549 жителей.
В 1940 году село Рыбинское Заручье центр Рыбинского сельсовета Максатихинского района Калининской области.
В 1970-80-е годы село — центральная усадьба колхоза «Авангард».
В 1997 году — 106 хозяйств, 255 жителей. Администрация сельского округа, неполная средняя школа, медпункт, отделение связи, столовая, магазин.

## Население
| 1859 | 1887 | 1919 | 1997 | 2002 | 2010 |
| ---- | ---- | ---- | ---- | ---- | ---- |
| 193  | ↗478 | →478 | ↘255 | ↘213 | ↘157 |

## Достопримечательности
- Полуразрушенная Успенская церковь (1820). На бывшем кладбище — могила контр-адмирала Анатолия Ивановича Бестужева-Рюмина (1873—1917).
- Мемориал Славы в честь односельчан павших в годы Великой Отечественной войны.
- Народный Рыбинский фольклорный хор.
- Некрополь села Рыбинское[9]